# 格里马尔迪-雷居斯公馆
格里马尔迪-雷居斯公馆（Hôtel de Grimaldi-Régusse）是法国普罗旺斯地区艾克斯的一座历史建筑，位于维伦纽夫（Villeneuve）区的歌剧院街（rue de l'Opéra）26号。。

## 历史
它是由建筑师皮埃尔·普吉特（Pierre Puget，1620-1694）和托马斯·威瑞尔（Thomas Veyrier）为业主查理·格里马尔迪-雷居斯（Charles de Grimaldi-Régusse，1612-1687），在1680年设计。 立面是由建筑师洛朗·瓦隆（Laurent Vallon，1652-1724）设计。 客厅的天花板由塞巴斯蒂安·巴拉斯（Sébastien Barras，1653-1703）绘制。大门上雕刻着树叶环绕狮子的图案。
1973年2月21日，该建筑列为法国历史遗迹。